# Kurmärkische Zellwolle und Zellulose AG
Die Kurmärkische Zellwolle und Zellulose AG wurde am 3. Dezember 1937 in Berlin mit einem Grundkapital von 1,8 Mio. Reichsmark mit dem Zweck gegründet Cellulose, Viskosefaser und Chemiefasern herzustellen, zu verarbeiten und die Industrie in Deutschland mit den Produkten zu versorgen und die Sicherung des Bezugs von Hilf- und Rohstoffen durch damit zusammenhängenden Aktivitäten umzusetzen. Die Sitzverlegung erfolgte am 13. Mai 1938 nach Wittenberge, Brandenburg.

## Firmengeschichte

Aktie über 1000 RM der Kurmärkischen Zellwolle und Zellulose AG vom November 1938, ausgestellt auf die Vereinigten Strohstoffabriken in Coswig

Gründer und Aktionäre waren (mit 700.000 RM) die Vereinigte Strohstoff-Fabriken mit Sitz in Coswig, Sachsen (mit 500.000 RM) die Schlesische Zellwolle AG mit Sitz in Hirschberg, Niederschlesien (mit 400.000 RM), die Christian Dierig AG mit Sitz in Langenbielau, Niederschlesien (mit 80.000 RM), die Meyer Kauffmann Textilwerke AG mit Sitz in Wüstegiersdorf, Niederschlesien (mit 80.000 RM), die Wilhelm Winkler AG mit Sitz in Halbau, Niederschlesien (mit 40.000 RM) und die Firma Otto Fliegel mit Sitz in Sorau, Brandenburg.
Neben den vorgenannten Aktionären war ab 1938 die Spinnerei und Weberei Kottern AG beteiligt. Die Vereinigten Märkischen Tuchfabriken A.G. erwarb jeweils Beteiligungen in Höhe von 10.000 Reichsmark an der Kurmärkischen Zellstoff und Zellulose A.G., der Wolle- und Tierhaare A.G. ("WOTIRAG") in Berlin und der Saganer Wohnungsbau Gesellschaft mbH in Sagan.
Die Kurmärkische Zellwolle und Zellulose AG wiederum war an der 1939 gegründeten Phrix-Arbeitsgemeinschaft beteiligt.
Zwangsarbeit im Nationalsozialismus
Auf Betreiben der Phrix-Werke AG wurde im August 1942 auf dem Betriebsgelände der Kurmärkischen Zellwolle und Zellulose AG das KZ-Außenlager Wittenberge mit Platz für 500 Häftlinge errichtet. Das Stadtmuseum Wittenberge stellte zum 700-jährigen Stadtjubiläums ein Schülerprojekt zur Zwangsarbeit im Zellwollwerk Wittenberge vor.
Geschichte nach 1945
In der DDR firmierte der Betrieb als VEB Zellstoff- und Zellwollewerke Wittenberge und war bis 1990 Teil des Chemiefaserkombinats.

## Organisation
- Der Vorstand bestand bei der Gründung aus Gottfried Gruner (* 1907), Hermann Heim (* 1895) und dem Vorstandsvorsitzenden und Wehrwirtschaftsführer Richard Eugen Dörr (1896–1975).
- Der erste, achtköpfige Aufsichtsrat bestand aus dem Aufsichtsratsvorsitzenden Ernst Flügel, Julius Graf, Hermann Wittmer, Wilhelm Gruber, Fritz Reinhard, dem Ministerialrat Paul Niemitz, Oberregierungsrat Bruno Töpfer und Hans Kehrl.